# Dryadia acanthopoda
Dryadia
Genre
Espèce
Dryadia acanthopoda, unique représentant du genre Dryadia, est une espèce fossile d'araignées aranéomorphes de la famille des Lycosidae.

## Distribution
Cette espèce a été découverte à Shanwang au Shandong en Chine. Elle date du Paléogène.

## Publication originale
- (en) Zhang, Sun & Zhang, 1994 : Miocene insects and spiders from Shanwang, Shandong. Science Press, Beijing, p. 1–298.